# Confrérie des Baillis de Pouilly-sur-Loire
 (septembre 2009).
Si vous disposez d'ouvrages ou d'articles de référence ou si vous connaissez des sites web de qualité traitant du thème abordé ici, merci de compléter l'article en donnant les références utiles à sa vérifiabilité et en les liant à la section « Notes et références ».
La confrérie des Baillis de Pouilly-sur-Loire a été créée en 1949 par un groupe d'amoureux de la vigne et du vin, sous l'égide d'Émile Berthelot, pour la promotion des vins de ce terroir viticole qui produit deux AOC, le pouilly-fumé à base de sauvignon et le pouilly-sur-loire à base de chasselas.

## Historique du vignoble
La plus ancienne trace d'un domaine à Pouilly, remonte au Ve siècle avec un domaine gallo-romain dit « Domaine de Pauliacum » ou « Domaine de Paulus ». En 680 l'évêque Vigile d'Auxerre, lègue par testament à l'abbaye Notre-Dame d'Auxerre, son domaine de Pouilly et ses vignes.
On remarque encore dans cette zone les traces du passage d'une voie romaine. Le vignoble connaîtra son essor par le travail des moines, et particulièrement ceux du Prieuré Notre-Dame de La Charité-sur-Loire. Une parcelle de près de 4 hectares, sur un des coteaux surplombant la Loire porte le nom de « Loge aux Moines ».
Au XVIe siècle la Loire étant navigable, les vins vont se diffuser sur tout son cours et avec l'ouverture en 1642 du Canal de Briare, reliant la Loire à la Seine, le commerce va prendre la direction de la capitale, et de là vers les foires régionales comme à Rouen d'où le vin est revendu vers l'Angleterre. Des confréries de Saint-Vincent sont créées à la fin du XVIIe siècle
À la fin du XVIIIe siècle, le vignoble du vin de Pouilly couvre 2000 hectares, planté en divers cépages : melon B, meslier Saint-François B, sauvignon B dit " blanc fumé", car à maturité les grains de raisins se couvrent d'une pruine grise, chasselas B. Puis vient la crise phylloxérique de 1890.
C'est en 1923 que sera consacré le nom de Pouilly Fumé  pour les vins issus de cépage sauvignon et Pouilly-sur-Loire  pour les vins issus de cépage chasselas. 
La cave coopérative sera créée en 1948.

## La confrérie des Baillis de Pouilly-sur-Loire
La confrérie a été créée en 1949, en prenant pour racines la Confrérie de Saint-Vincent de Pouilly-sur-Loire instituée par Monseigneur André Colbert, évêque d'Auxerre, le 28 novembre 1697. Son principal objectif est de mieux faire connaître le vin de Pouilly-sur-Loire grâce à des manifestations qui font revivre les traditions du folklore local. Elle compte aujourd'hui plus de 2 500 membres, dirigés par un Grand Conseil de 17 dignitaires à la tête duquel se trouve Le Grand Bailli Général, actuellement Marc Lagrange, et des dignitaires « aux augustes tâches » : Grande Baillive, Maître dégustateur, Maître des agapes, Maître des sagesses opportunes, Maître des grimoires, Maître des chais, Maître ordonnateur, Maître du trésor, Maître des rites, Maître des cérémonies, Maitre des presses, Maître des archives, Maître des vignerons, Maître grand-messager, Maître des fins palais, Maître des quiétudes, Maîtres des vérités, Maître de la toile, Maître des relations publiques. 
Les Baillis se présentent en longues tenues noires et jaunes parées d'un pendentif en faïence de Nevers sinople fendu d'une Loire d'azur barrée d'or avec un flacon de Pouilly et armes de la ville. Leur couvre-chef noir s'orne d'un lambrequin. Lors de ses chapitres (Grand Chapitre de la Saint-Jean, Grand Chapitre Solennel de Saint-Vincent, Chapitres extraordinaires), la Confrérie ouvre ses rangs aux impétrants après qu'ils ont prêté serment de défendre et de vanter en tous lieux, les mérites des vins de Pouilly sur la pipette sacrée.
Sa devise caractérise le lien particulier des relations entre les vignerons de Pouilly-sur-Loire et ceux de Sancerre qui sont situés sur l'autre rive de la Loire : 

« Eau nous divise, vin nous unit »

Autre adage tiré d'un quatrain : « Qui Pouilly boit, femme ne déçoit »

## Grand chapitre solennel de Saint-Vincent
Tous les ans, la Confrérie désigne parmi ses membres, l'hôte de la statue de Saint-Vincent, qui lors de son arrivée, procède à la cérémonie du clou consistant à planter un clou dans celle-ci, sur lequel figure son nom et l'année.
- 2014 - Président d'Honneur Alexandre de Lur-Saluces, propriétaire du Château de Fargues, ancien patron du Château d'Yquem, invités d'honneur : Claire Mérouze, première femme pilote de l'avion de chasse Rafale, et Périco Légasse, critique gastronomique. Hôtesse de Saint-Vincent : Sophie Guyollot, du Domaine Landrat-Guyollot, qui l'a reçu de Nicolas Gaudry détenteur en 2013[4].

- 2015 - Présidente d'Honneur: Dominique Loiseau, invités d'honneur : Vincent Barbier Grand Maître de la Confrérie des Chevaliers du Tastevin, Jean-Marc Brocard, vigneron à Préhy, Guy Roux, joueur et entraîneur de football. À, 18 h Grand messe en l'église paroissiale Saint-Pierre, célébrée par Monseigneur Thierry Brac de La Perrière, évêque de Nevers avec la participation des musiciens : Yves Baillon (à la trompette), Christian Brisset (au clavier) et le chœur mixte Les Nomades, dirigé par Madame Catherine Julien chef de chœur et soliste[5]. Hôtesse de Saint-Vincent pour l'année en cours : Catherine Corbeau-Mellot, Domaine des Mariniers.